# Acorn Electron
Pour les articles homonymes, voir Acorn.

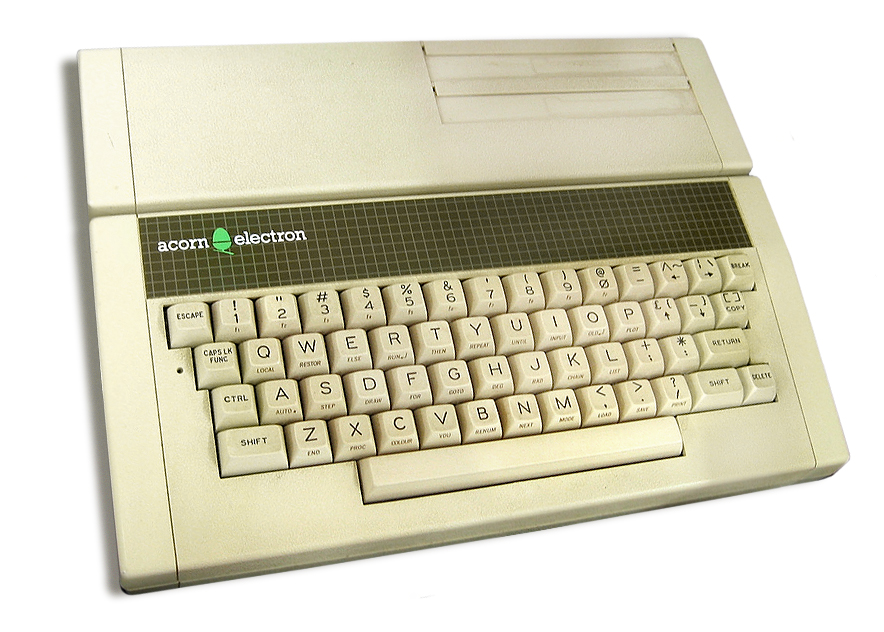
Un Acorn Electron avec une extension Plus 1

L'Acorn Electron est une version entrée de gamme du BBC Micro et fabriqué par Acorn Computers Ltd. Il intègre 32 kilooctets de RAM, et sa mémoire ROM inclut le langage BBC BASIC ainsi qu'un système d'exploitation,.
L'Electron est capable de sauvegarder et charger des programmes sur cassette audio via un câble convertisseur fournis et pouvant être branché sur un magnétophone à la place du microphone. L'ordinateur est capable d'afficher des graphismes basiques soit sur un téléviseur, soit sur un moniteur.